# محمد السيد شوشة
محمد السيد شوشه (5 فبراير 1918 - 5 يونيو 1990)، هو أديب وروائي وكاتب سيناريو مصري.

## نشأته
ولد محمد السيد شوشه في 5 فبراير عام 1918 بمدينة أبو كبير في محافظة الشرقية بمصر، والتحق بالكتاب عام 1922 فحفظ القران الكريم علي يد الشيخ إسماعيل جعفر، وحصل علي الشهادة التانوية عام 1935 من مدرسة الزقازيق التانوية، واهتم بالتمثيل وكون مع أبناء قريت فريقيا للتمتيل. حصل محمد السيد شوشة علي دبلوم اللغة الأمريكية من المركز التقافي الأمريكي في عام 1936، ثم حصل علي دبلوم معهد السينما عام 1966.

## مسيرته المهنية
التحق محمد السيد شوشة بشركة الدعاية السينمائية إتش إج تابعة لأستوديو مصر ليعمل موظفا لدى مديرها أحمد عطية الألفي الذي ألهب فية شرارة الفن الفكر منذ ان رآه أول مرة عام 1932، ثم عمل بعد ذلك في مجال الصحافة وكتب بالعديد من الصحف والمجلات المصرية، ومن بينها مجلة الرسالة، ومجلة الثقافة، ومجلة المجلة، ومجلة الفكر المعاصر، كما نُشرت له عدة نصوص قصصية في مجلة القصة. وفي أول مارس عام 1947 إلتحق محمد السيد شوشة بالعمل في مؤسسة أخبار اليوم.
كتب محمد السيد شوشة وخاض تجارباً أدبية في مختلف أنواع الأدب، فكتب المسرحية، والرواية، وكتب سيناريو بعض الأعمال للسينما والتليفزيون، ومنها فيلم آمنت بالله، وفيلم الأميرة ذات الهمة، وكتب للتليفزيون مسلسلاً عن حياة الأديب المصري الراحل توفيق الحكيم. قام محمد السيد شوشة برحلات كتيرة لعدد من البلدان العربية والأوروبية.

## من مؤلفاته
ألف محمد السيد شوشه العديد من الكتب التي تنوعت ما بين النقد، والقصة، والسيرة والصحافة والفن وغيرها من المجالات، كما ألف وكتب السيناريو للعديد من الأعمال في السينما والتليفزيون، إلى جانب ترجمة عدة أعمال أدبية من الإنجليزية إلى العربية، وفيما يلي بعضا من أهم أعماله المؤلفة والمترجمة:

### المؤلفات
- ليلى مراد: المغامرة الحسناء: صدر عام 1956 عن المكتب التجارى للطباعة والتوزيع والنشر.[4]
- غرام النجوم (محمد عبد الوهاب - صباح - عبد الحليم حافظ): صدر عام 1958 عن دار السيراما للنشر والتوزيع بالقاهرة.[5]
- أسرار الصحافة: صدر عام 1959 عن مؤسسة المعارف للطباعة والنشر، بالقاهرة، ويقع الكتاب في 342 صفحة.[6]
- صباح.. سندريلا التي طارت منها الامارة: صدر عام 1960 عن المكتب التجارى للطباعة والتوزيع والنشر.[7]
- فيروز: المطربة...الخجول: صدر عام 1960 عن المكتب التجارى للطباعة والتوزيع والنشر.[8]
- أحاديث عن الابطال.. مجموعة احاديث عن شهداء فلسطين والقنال: صدر عام 1964 عن الدار القومية للطباعة والنشر بالقاهرة.[9]
- ضحايا الحب تحت المطر: صدر عام 1975 عن دار الأخبار بالقاهرة.[10]
- ملائكة العذاب: صدرت عام 1975 عن دار الأخبار بالقاهرة.[11]
- هل هي قصة نازلى ورئيس الديوان: صدر عام 1975 عن دار الأخبار بالقاهرة.[12]
- ام كلثوم.. حياة نغم: صدر عام 1976 عن موسسة روزاليوسف للصحافة والطباعة والنشر بالقاهرة.[13]
- أسرار علي أمين ومصطفى أمين: صدر عام 1977 عن مؤسسة أخبار اليوم للصحافة والنشر بالقاهرة.[14]
- الأقمر وتجربة لمخرج جديد: صدر عام 1977 عن دار الأخبار بالقاهرة.[15]
- روز اليوسف أول صحيفة سياسية في العالم العربي
- رواد ورائدات السينما المصرية: صدر عام 1978 عن مؤسسة روز اليوسف للطباعة والنشر بالقاهرة.[16]
- أحمد رامي شاعر الشباب الدائم: صدر عام 1981 عن الهيئة المصرية العمة للكتاب بالقاهرة.[17]
- توفيق الحكيم في قصصه: صدر عام 1982 عن مؤسسة أخبار اليوم للصحافة والنشر بالقاهرة.[18]
- 85 شمعة في حياة توفيق الحكيم: صدر عام 1984 عن مؤسسة المعارف للطباعة والنشر، بالقاهرة.[19]
- نساء في حياة عدو المرأة توفيق الحكيم: صدر عام 1987 عن مؤسسة أخبار اليوم للصحافة والنشر بالقاهرة.[20]
- أغانى بيرم التونسى: صدر عام 1988 عن مؤسسة أخبار اليوم للصحافة والنشر بالقاهرة.[21]
- كمال الشناوي
- محمد عبد الوهاب.. موسيقار العرب: صدر عن دار الفكر للنشر والتوزيع بالقاهرة.[22]
- هدي سلطان غانية الشاشة: صدر عن المكتب التجارى للطباعة والتوزيع والنشر.[23]
- ماري كويني المرأة...الرجل: صدر عن المكتب التجارى للطباعة والتوزيع والنشر

### التراجم
- بيوت من زجاج: مسرحية الكاتب والتر إليس الصادرة في عام 1937، وصدرت نسختها المترجمة إلى العربية عن ترجمة محمد السيد شوشة عن الدار القومية للطباعة والنشر والتوزيع بالقاهرة ضمن سلسلة كتب ثقافية، وكتب مقدمتها وراجعها عبد الرحمن أبو الخير.[24]
- 100 قصة وفصة عن الأمريكية: مختارات قصصية للكاتب الأمريكي جيمس ن. يونج، وصدرت نسختها المترجمة إلى العربية عام 1984 عن الهيئة المصرية العامة للكتاب بالقاهرة.[25]

### المقالات
- حول الجندول: نُشر بمجلة الرسالة عام 1940.
- أحمد علام.. القروي الأديب الذي وقع في غرام المسرح: نُشر في مجلة المجلة عام 1959.
- شارع الفن: نُشر عام 1963 في مجلة الثقافة.
- قاء الفكر مع الدكتور حسين فوزي: نُشر في مجلة الفكر المعاصر عام 1969.

### في السينما والتلفزيون
- آمنت بالله (فيلم): عُرض عام 1952 من بطولة إسماعيل ياسين ومحمود المليجي ومديحة يسري، وأخرجه محمود ذو الفقار.[26]
- الأميرة ذات الهمة (فيلم).
- توفيق الحكيم (مسلسل).

## وصلات خارجية
- مقالات كتبها الراحل محمد السيد شوشه
- صفحة الكاتب والمؤلف محمد السيد شوشة على موقع قاعدة بياات الأفلام العربية